# 尼氏花鱂
尼氏花鱂，為輻鰭魚綱鯉齒目鯉齒亞目花鳉科的其中一種，分布於中美洲伊斯帕尼奧拉島東部的聖胡安河流域，屬雜食性，生活習性不明。

## 擴展閱讀
維基物種上的相關：尼氏花鱂